# 彈珠汽水

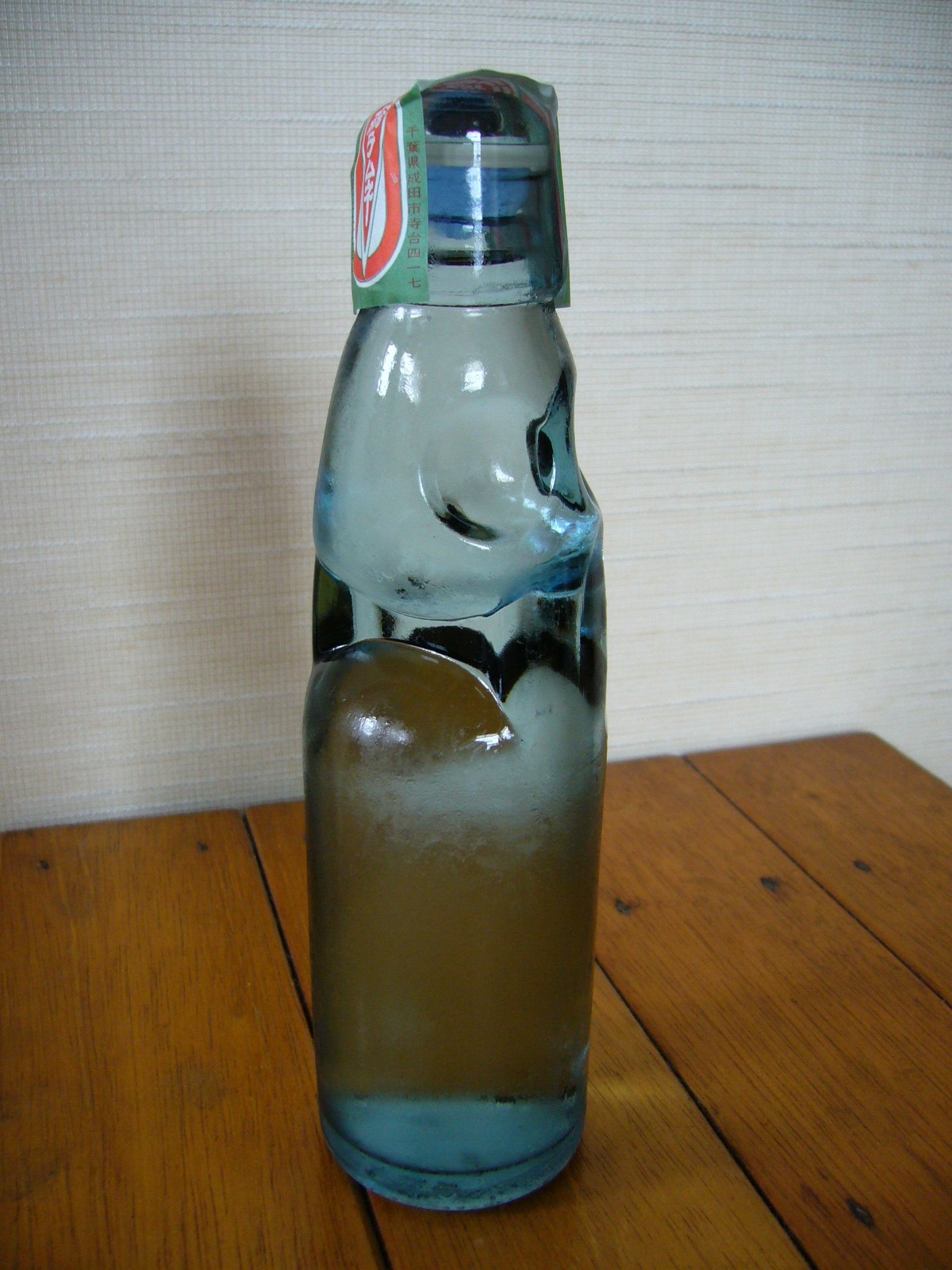
一瓶弹珠汽水

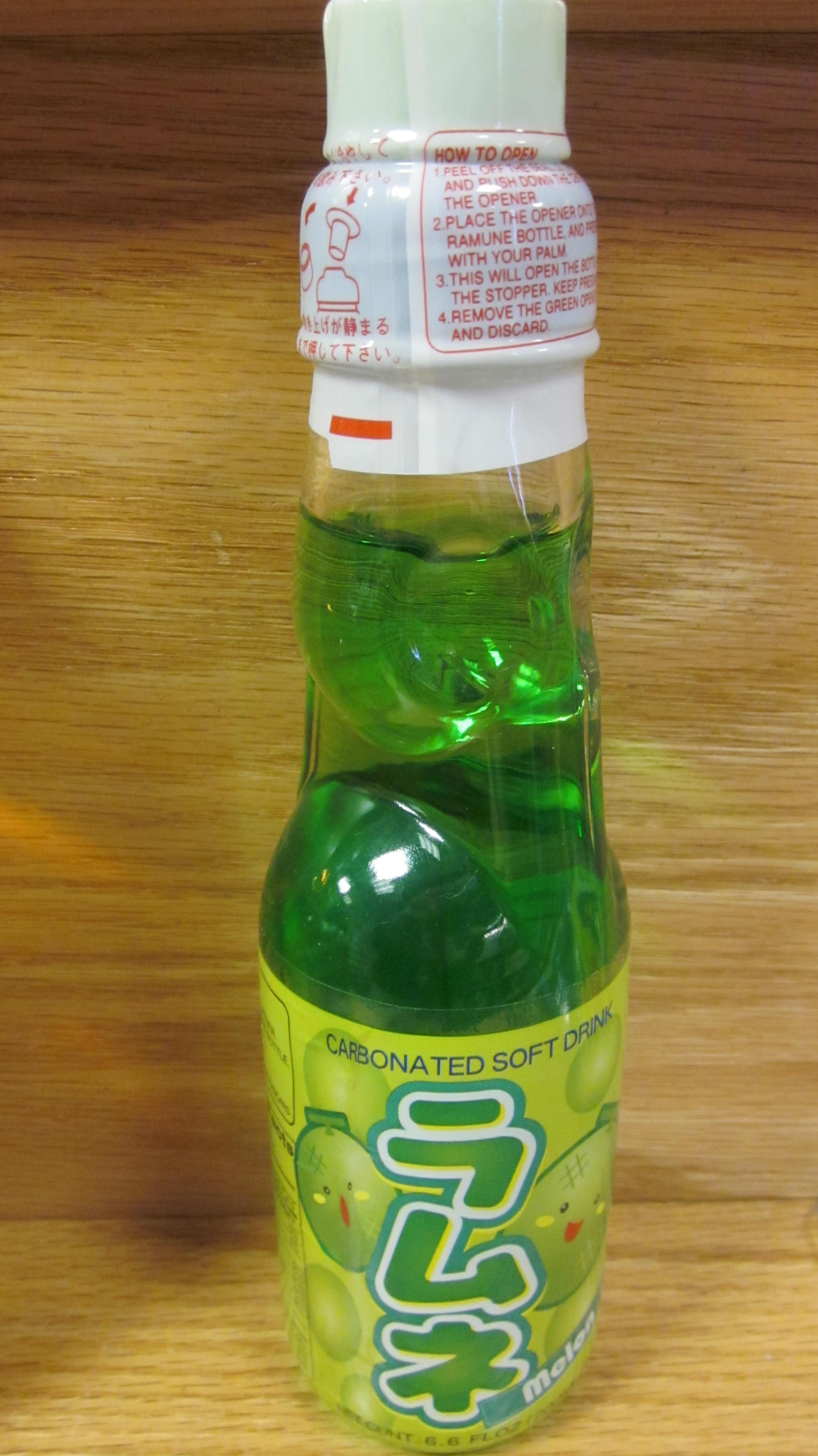
哈密瓜味的弹珠汽水

弹珠汽水（日语： Ramune，發音：[ɾamɯne]），又稱波子汽水，以特殊的玻璃珠封口及瓶頸兩側內凹的包裝方式著稱的碳酸飲料。彈珠汽水瓶在1872年在英國发明，1884年传入日本。因為世界多國也曾經生產使用彈珠汽水瓶包裝的飲料，所以一般所稱的彈珠汽水是指源自日本的彈珠汽水口味的飲料，而不是所有用彈珠汽水瓶封裝的汽水。在日本受到中小企業分野調整法規定，防止大企業完全壟斷軟性飲料市場，在當地僅允許中小企業生產的彈珠汽水在零售商店銷售。

## 簡介
在1872年，英國人Hiram Codd為了解決以軟木塞封口的汽水瓶的漏氣問題，發明出以玻璃珠封口的汽水玻璃瓶。1876年，居日的蘇格蘭裔藥劑師兼企業家阿歷山大‧卡梅倫‧西姆將這種汽水封裝引進日本，當時內裝的碳酸飲料是青檸和檸檬口味的。彈珠汽水的日文名稱來自英文的 「lemonade」（レモネード，檸檬水）。在二戰期間，清涼的彈珠汽水極受日本海軍喜愛，甚至在軍艦上都有生產彈珠汽水的設備。1895年台灣日治時期，這種飲料傳入台灣、香港、中國大陸。

## 造型設計

### 瓶身
彈珠汽水的瓶身為玻璃所製，瓶身小巧，大人或小孩都很容易單手握住。上段五分之二是瓶頸，瓶口有一圈塑膠環，用來卡住玻璃珠。瓶口的玻璃珠因為瓶內二氧化碳的壓力，而頂住瓶口，繼而達到防止漏氣的目的。瓶頸兩側內凹，彈珠落下時會在上半部滾來滾去，而不會掉進下半部。

### 開瓶器
販賣的店家有特殊的開瓶器（有點像香菇狀）用來將玻璃珠壓入瓶內，在1960年代以前的開瓶器多為鐵製，用繩子掛在店門口，買了立刻喝完，空瓶大多留在店內以供回收。後來每瓶都附有塑膠開瓶器，並用收縮膜包住瓶口，一方面防止彈珠被污染，一方面也方便消費者帶回家再開瓶。

### 瓶口
玻璃瓶口处的塑膠環可以轉下來，但螺紋旋转方向和一般使用習慣相反，是以順時針方向才能扭開，以免飲用者误操作分离瓶口与瓶身。

## 彈珠汽水的弊端
- 喝不到：許多人喝彈珠汽水相當受挫，因為仰頭要喝時，彈珠又會卡住瓶口。最簡單的解決方法是用吸管喝，稍複雜些的解決方法是用舌尖頂住彈珠以暢飲。
- 彈珠不見：小孩常把彈珠汽水的彈珠取出把玩，發展出許多玩法，玻璃彈珠並成為兒童間很普遍的收藏品。少了彈珠，使店家回收時相當困擾，而直徑只有 1.5 公分左右的彈珠也可能被幼童誤吞而噎住。
- 空瓶不易清洗：有些人喝完彈珠汽水後，將菸蒂、吸管、口香糖、檳榔渣等異物塞入空瓶，加上瓶身中段有內凹，還有一顆彈珠擋住，清洗更加不易。
- 影響味覺：有的消費者感覺喝完彈珠汽水後，再喝雪碧或其他類似口味的飲料時，會覺得淡而無味，甚至像在喝白開水一般（因彈珠汽水所含的檸檬酸與碳酸的酸味以及糖的味道較重）。不過這種感覺過一會兒就會恢復正常。

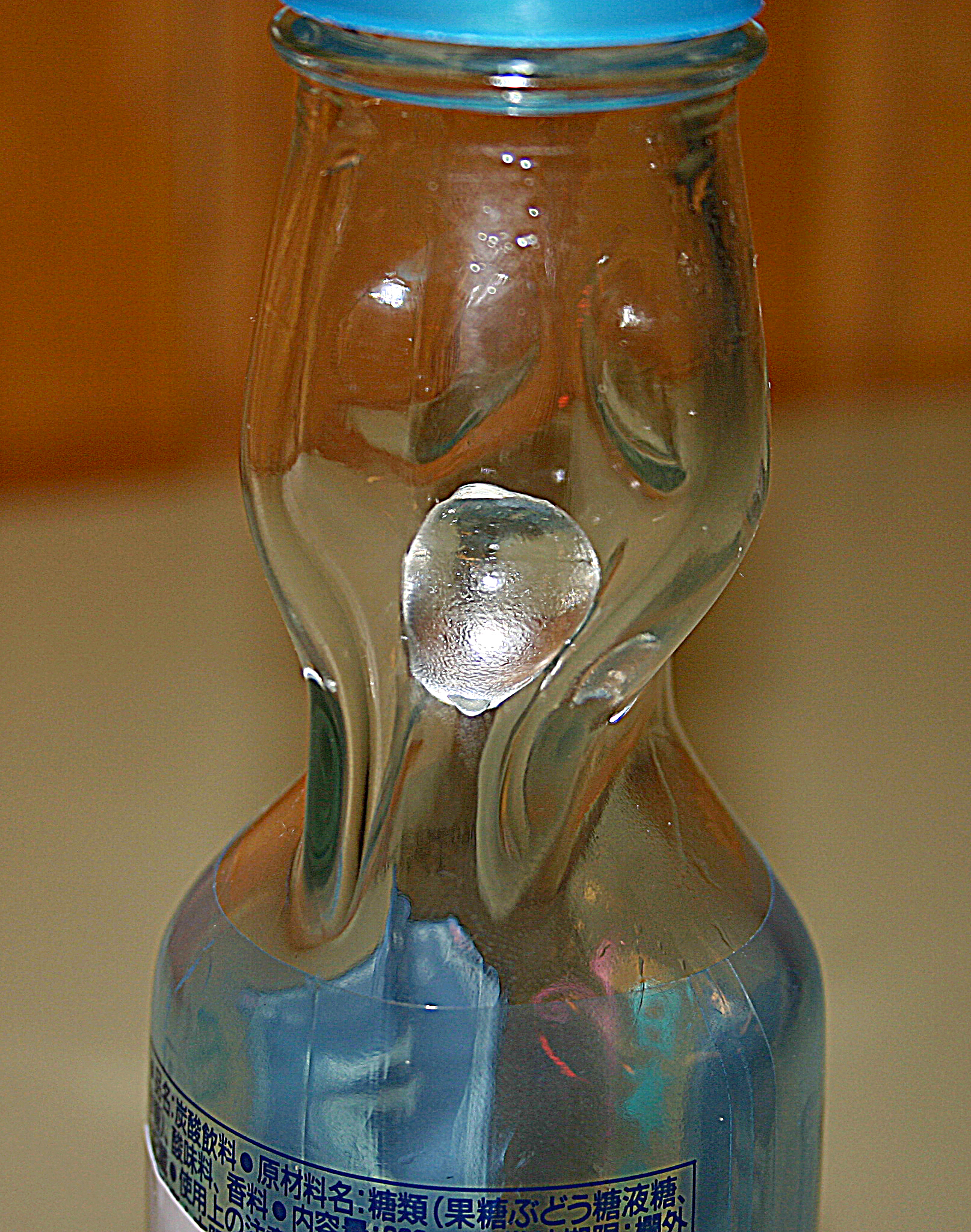
押入後卡在瓶頸的彈珠

## 重返市場
隨著許多新飲料問世及塑料瓶的普及，彈珠汽水漸漸式微。直到20世紀末的懷舊風潮，讓它又出現在市場上。瓶身材質改為寶特瓶（PET），摔不碎，也較輕便。此外增加了許多新口味，除了原有的青檸和檸檬口味之外，現時市面上也有香瓜、草莓、橘子、荔枝、桃子等。在日本還有跟彈珠汽水相同口味的糖果，名稱一樣叫作Ramune（ラムネ）。目前在日本連鎖超市唐吉訶德（ドン・キホーテ）仍可見到販賣彈珠汽水。